# آموس پیئپر
آموس پیئپر (انگلیسی: Amos Pieper؛ زادهٔ ۱۷ ژانویهٔ ۱۹۹۸) بازیکن فوتبال اهل آلمان است.
از باشگاه‌هایی که در آن بازی کرده‌است می‌توان به باشگاه فوتبال آرمینیا بیله‌فلد اشاره کرد.
وی همچنین در تیم‌های ملی فوتبال جوانان آلمان، زیر ۲۱ سال آلمان، و زیر ۲۳ سال آلمان بازی کرده‌است.